# Patrick Nasmyth

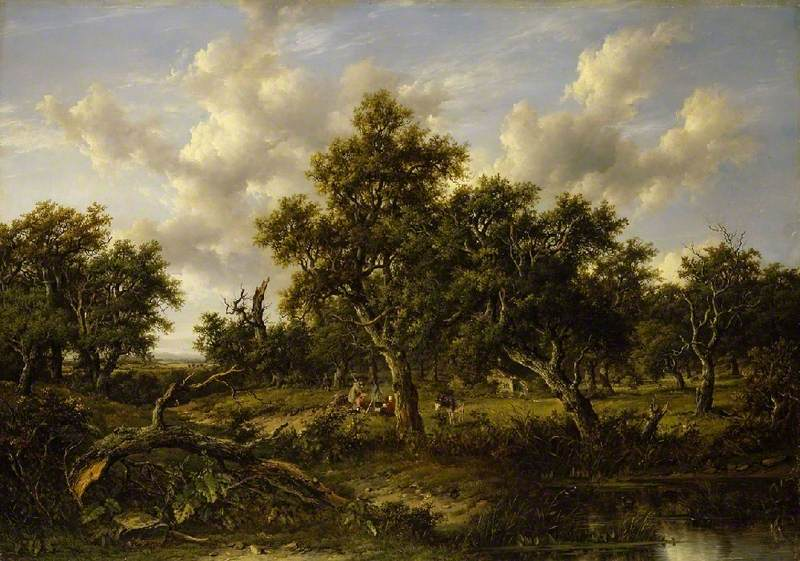
Patrick Nasmyth: View in Leigh Woods (1830, Öl auf Leinwand, 71,4 × 101,9 cm)

Patrick Nasmyth (* 7. Januar 1787 in Edinburgh; † 17. August 1831 in London) war ein schottischer Landschaftsmaler.

## Leben
Patrick Nasmyth kam Anfang 1787 in Edinburgh als ältester Sohn des Landschaftsmalers Alexander Nasmyth und dessen Ehefrau Barbara, geborene Foulis, zur Welt. Sechs seiner acht Schwestern – Jane, Barbara, Margaret, Elizabeth, Anne und Charlotte – wurden ebenfalls Malerinnen, während sein jüngster Bruder James Nasmyth zu einem bedeutenden Ingenieur heranwuchs. Von seinem Vater geschult, übernahm Nasmyth dessen Stil und Techniken, insbesondere in Hinblick auf Zeichentechniken und das von den für Landschaftsmalerei italienischer Art so typische Leuchten. Üblicherweise malte Nasmyth schottische Motive, die oftmals aber der Erinnerung entlehnt bzw. imaginiert sind. Viele seiner Bilder sind auf Holz gemalt und von recht kleinem Format. Aufgrund einer Verletzung der rechten Hand arbeitete Nsasmysth stets mit der linken Hand. Fast alle seiner Werke sind unsigniert.
Von 1808 an stellte Nasmyth seine Bilder zunächst bei den Associated Artists in Edinburgh aus, bevor er 1810 nach London zog. Dort genoss er den Zugang zu einigen bedeutenden Gemäldesammlungen und ließ sich stilistisch von der holländischen Landschaftsmalerei des 16. und 17. Jahrhunderts inspirieren, vor allem von den Werken Meindert Hobbemas und Jacob van Ruisdaels. Seine Adaption von deren Stil brachte ihm den Spitznamen „English Hobbema“ ein. Zunehmend arbeitete Nasmyth nun auf Basis eigener Beobachtungen der Natur, die er auf Zeichenreisen durch die englischen Landschaften um London herum machte, und integrierte wechselnde Stimmungen und Wetterverhältnisse in seine Bilder. Nichtsdestotrotz hielt er an seinem Schwerpunkt auf schottische Landschaften fest. In London stellte Nasmyth ab 1811 unregelmäßig in der Royal Academy of Arts aus, in den 1820er Jahren auch bei der Royal Institution. 1823 gehörte er zu den Gründungsmitgliedern der Society of British Artists, bei der fortan ebenfalls viele seiner Werke zeigte. Nasmyth starb im Spätsommer 1831 nach einer Erkältung 44-jährig im Londoner Stadtteil Lambeth und liegt dort begraben. Schottische Künstler in London finanzierten seinen Grabstein.
Insbesondere im 19. Jahrhundert erfreuten sich Nasmyths Werke großer Beliebtheit bei Sammlern; verstreut sind viele seiner Bilder heutzutage in diversen Kunstmuseen zu finden.